# 羅貫中

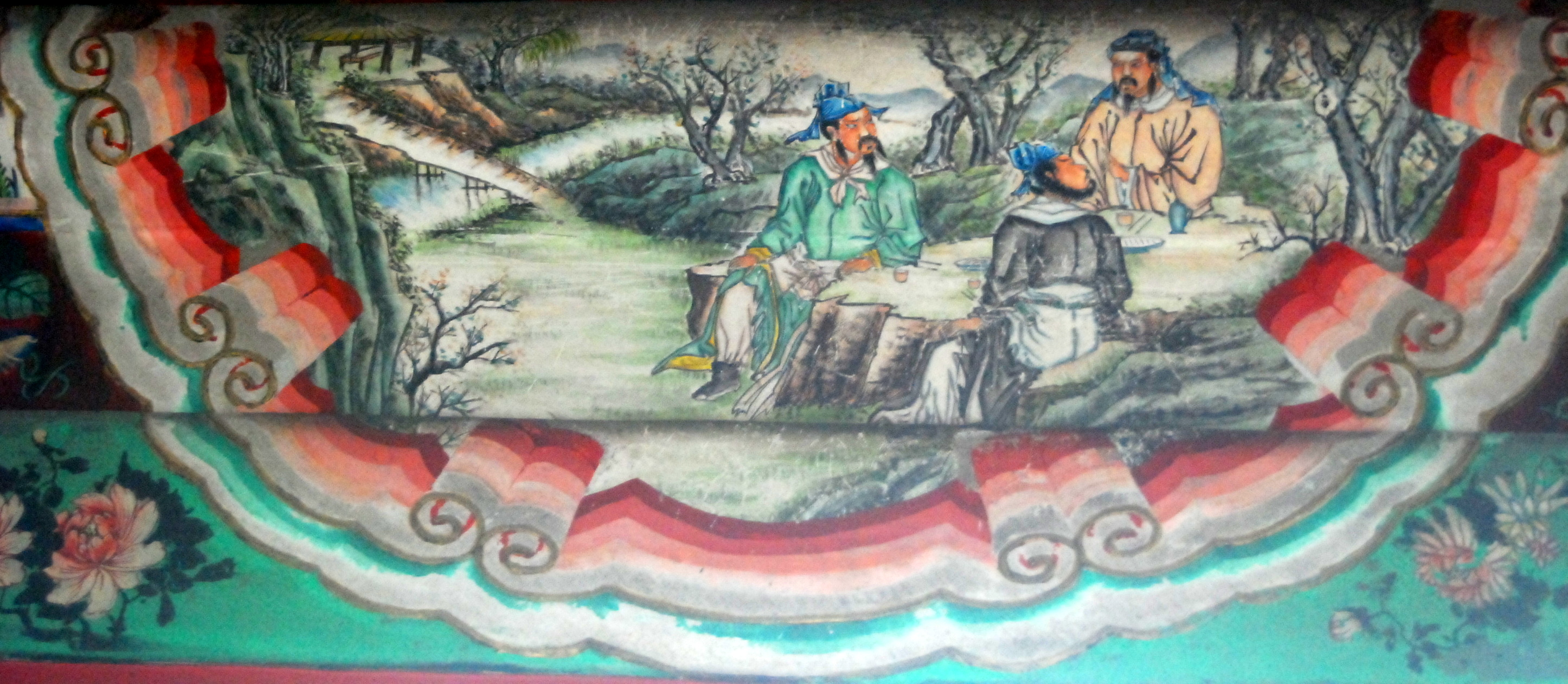
羅貫中

羅 貫中（ら かんちゅう、簡体字: 罗贯中、生没年不詳）は、中国の元末・明初の作家。通俗白話小説の作家として知られており、歴史小説『三国志演義』・『水滸伝』の編者とされる。しかし、事績は余り明らかではなく、出身地や著作を巡って歴史学界で長年論争になっている。施耐庵の弟子だというが、施耐庵関係の史料の信憑性が著しく低いことから疑問視されている。なお「貫中」は字であり、「漢中」は誤りである。

## 概要
諱は本。貫中は字。号は湖海散人。信頼できる史料は乏しく、信頼できるまとまった史料は羅貫中の友人であった賈仲明の『録鬼簿続編』しかない。そこには、
と書かれている。羅本（あざな貫中）なる人物について史実と見られるのはここまでだと中国文学者の金文京・高島俊男は論じている。
なお、それ以外の細かい情報としては、元の末期の朱子学者・趙楷の門人の一人に「羅本」という人物がおり、これが羅貫中と同一人物らしいことが判明していること、明代に世間の噂話をまとめた『七修類稿』に「世間でもてはやしている『三国志演義』・『水滸伝』は杭州の羅貫中の作品だ」という記載があること、後述する『百川書志』くらいである。なお、羅貫中は放浪の旅の作家だったために正史『三国志』を十分利用できず、正史の簡略本である『十七史詳節』を用いていたらしい。『三国志演義』の古版本ではしばしば『十七史詳節』からの引用が見られる。

## 『三国志演義』・『水滸伝』の作者か否かを巡る論争
三国志演義の成立史も参照。
一説に四大奇書とされる『三国志演義』・『水滸伝』の作者であると言われているが、それが正しいかどうかは日中の学界で議論が分かれている。日本の中国文学研究者・高島俊男は「中国の学界では羅貫中を２つの小説の作者とみる説が有力とされている。しかし、自分は異なると思う」と主張した。羅貫中が『三国志演義』・『水滸伝』の作者であるという説の根拠の一つは明の武将・高儒の蔵書目録『百川書志』巻一雑史の項である。そこには、
という記載がある。

しかし、羅貫中と『三国志演義』・『水滸伝』との関連性は高儒の記録を除くと『三国志演義』の古版本の刊記、世間の噂を集めた明の郎瑛『七修類稿』くらいしか確証がなく、どれも簡単な記載ばかりである。その上、下記の問題を抱えており、日本の学界では余り肯定的な見解はない。『三国志演義』・『水滸伝』は日本の学界では複数名による作品ではないかという説も存在している。複数名説を取る高島及び中国文学者の上田望の批判を下記に要約する。以下、区別が付きやすいように元末の劇作家を「羅本」、『三国志演義』・『水滸伝』の著者グループを「羅貫中」とする。
- 中国の学者は、『百川書志』を元に、元末の羅本が書いた小説が明代中期に陸続と発見されたとしているが、元末の頃にこれほど整った小説の形式があったとは考えられないし、時代が離れすぎている。[10]
- 『三国志演義』・『水滸伝』の編者の羅貫中というのは、おそらく元末の羅本と何の関係もない創作グループの共同ペンネームだろう。[10]
- 記録には羅貫中を名乗る別の出身地の文人が複数名登場しており、矛盾している。また、親友の賈仲明の記録で代表作の『三国志演義』が出てこないのはおかしい。
- 元末の羅本は記録を見る限り旅の劇作家であり、あちこちを転々としていた人物である。『三国志演義』は正史『三国志』を注までよく読み込み、更に『後漢書』・『資治通鑑』など、大部の史書を縦横に引用しながら書かれている。羅貫中＝羅本説を取る人々は、正史『三国志』を読めない羅本が正史の簡略本『十七史詳節』を使ったと主張しているが、信じがたい。なぜなら、『十七史詳節』になく正史『三国志』にのみある部分が『三国志演義』にはあるからだ。となると元末の旅の一劇作家がそれほど多くの史書を読み込めたはずがない。すなわち元末の羅本が『三国志演義』を書くことは不可能であったのではあるまいか。当時書物は高価であり、上記のような史書はよほどの資産家か蔵書家が関与していない限り使用すら出来なかったであろう。[11]

なお、金文京は羅貫中複数名説について、「そういう説もあるが、出身地が複数有ることは、元の時代は騎馬民族国家で人の移動が激しかったために合理的に説明できる。羅貫中の「湖海散人」という雅号は正史三国志に登場する劉備の部下陳登に由来するのだろう。もちろん『三国志演義』成立以前に羅貫中の名が騙られた可能性もある」「『十七史詳節』以外にも『古文真宝』など、史書の略本は羅貫中は色々使っているようだ」と中立的な見解を示している。

## 羅貫中の著作とされるが、真実かどうか疑問視されている書物
『三遂平妖伝（略称：平妖伝）』、『残唐五代史演義（略称：五代史演義）』、『隋唐両朝志伝演義（略称：隋唐演義）』などの歴史小説も「羅貫中編次」とされるが、金文京は「これらの書物が羅貫中作である可能性は『三国志演義』よりはるかに低い」としている。金の研究によれば、これらの歴史小説は『三国志演義』を真似て書かれており、固有名詞を入れ替えれば『三国志演義』と同じ話になってしまうところが複数あるという。このことから金は『「羅貫中編次」は「羅貫中の『三国志演義』風の歴史小説」くらいの意味しか持っていない。これらを羅貫中の作とすることは出来ない』と述べた。

## 出身地を巡る論争
羅貫中の出身を巡っても論争があり、山西太原の人とされるが（『録鬼簿続編』）、山東東平（東原ともいう）の人とも言い（『三国志演義』蔣大器序など）、また浙江杭州の人とも言う（『七修類稿』）。羅貫中が朱子学者趙楷の門下だったことを発見した中国の学者王利器は、「趙楷は東平の近隣で塾を開いており、『録鬼簿続編』の太原は東原の誤字だろう」としている。

## 羅貫中を巡る伝説
『西湖遊覧志余』には「小説数十種を編撰した」とあるが、現在、羅貫中が編者であることが確定できる小説は前述の通り、厳密に言えば存在していない。また、同じく『西湖遊覧志余』によれば、通俗小説などという俗悪なものを書いたため、子孫三代が唖となったなどと悪評をたてられたという。
清代の伝説（清初の文人・顧令の『塔影園集』「跋水滸図」・『徐鈵所絵水滸一百単八将図題跋』）では、元末の羅本は元末の混乱時に張士誠に仕えたとされ、『水滸伝』は羅本が張士誠を諫める目的で書いたものであるとしている。また、「（『三国志演義』の）赤壁の戦いの描写は、朱元璋と陳友諒の鄱陽湖の戦いをモデルにしていた」と言われる。

## 注・出典
1. ↑  一説に1320 - 1400年、陳遼，『江蘇社会科学』 2007年第4期179-182
2. ↑  『続文献通考』は諱を貫、字を本中とする
3. ↑  金文京『三国志演義の世界』「5　羅貫中の謎」東方書店1993。金の本には原文書き下しが掲載されている。ここでは著作権に配慮し原文の大意をとった。
4. ↑  金前掲書および高島『水滸伝の世界』「11　誰が水滸伝を書いたのか？」筑摩書房（ちくま文庫）2001
5. ↑  金文京『三国志演義の世界』「5　羅貫中の謎」東方書店1993。
6. ↑  芦田正昭『物語三国志』社会思想社の解説
7. ↑  「編」の意味について、『七修類稿』は「もともと原作があって、それをまとめたので『編した』というのだ」と説明する。『施耐庵墓志』では、施耐庵の原作を羅貫中がまとめたから「編」というのだ、としている。ただし高島2001はこれを疑問視し、『施耐庵墓志』を偽書としている。
8. ↑  基本的に中国の商業出版の刊記はいい加減で、著名な学者や文人の名前を騙っているケースが多い。例えば司馬光の『資治通鑑』と無関係な小説に「按鑑」（『資治通鑑』によった）と書かれていたり、李卓吾と無関係な書に「李卓吾先生批評」などの記載があり、余り当てにならない。ひどい場合は書物の再版時に刊記を差し替えてしまうケースも存在していたと高島2001は指摘している。
9. ↑  高島2001及び上田望「講史小説と歴史書 (1) : 『三国演義』,『隋唐両朝史伝』を中心に」『東洋文化研究所紀要』第130巻、東京大学東洋文化研究所、1996年3月、(97)-(180)頁
10. 1 2  高島2001
11. ↑  上田1996
12. 1 2 3  金1993
13. ↑  浦玉生『《水滸伝》与張士诚起義再探』中国水滸学会、2000